# Restrepia pandurata
Restrepia pandurata é uma espécie de orquídea (Orchidaceae) originária dos Andes.